# Opaska identyfikacyjna (medyczna)

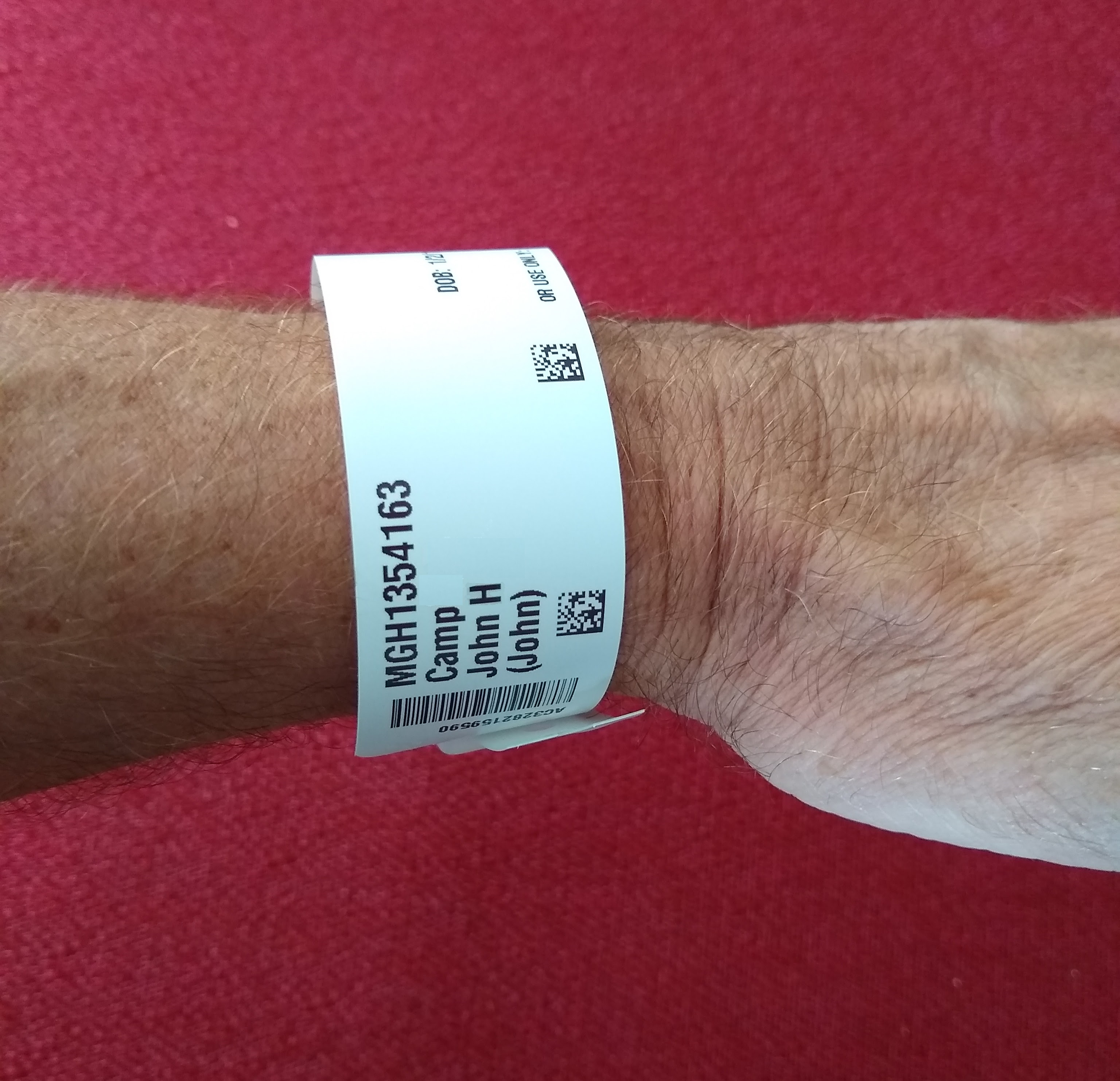
Opaska identyfikacyjna dla pacjentów

Opaska identyfikacyjna, znana również jako opaska ID lub opaska informacyjna, to rodzaj opaski, która pełni funkcję identyfikatora pacjentów w placówkach medycznych.

## Regulacje prawne
Według rozporządzenia Ministra Zdrowia z dnia 20 września 2012 r., opaska musi być zakładana na nadgarstek pacjenta lub na kostkę nogi, jeśli wymagają tego względy zdrowotne lub proces leczenia. Informacje zawarte na opasce muszą być zgodne z art. 36 Ustawy o działalności leczniczej i muszą zawierać dane pozwalające na właściwą identyfikację pacjenta.
Zgodnie z ustawą znak identyfikacyjny zawiera kluczowe dane umożliwiające identyfikację osoby.
- w przypadku dorosłej osoby  informacje te obejmują imię, nazwisko oraz datę urodzenia.
- dla noworodków urodzonych w szpitalu, znak ten zawiera dodatkowe dane, takie jak imię i nazwisko matki, płeć i datę urodzenia dziecka, określone do roku, miesiąca, dnia oraz godziny i minuty w systemie 24-godzinnym. W sytuacji narodzin z ciąży mnogiej, dodatkowo zawiera cyfry wskazujące na kolejność rodzenia się[2].

Wszystkie te informacje są zapisane w sposób zabezpieczony, uniemożliwiający identyfikację pacjenta przez osoby nieuprawnione.

## Cechy
Opaski identyfikacyjne są wykonane głównie z wytrzymałego polipropylenu. Wyposażone są w mocne zapięcie samoprzylepne lub zatrzask, zapobiegający przypadkowemu zerwaniu. Opaski te muszą spełniać określone normy i wykazywać się właściwościami takimi jak antybakteryjna powłoka, odporność na wielokrotne odkażanie i promieniowanie UV. Powinny być wykonane z materiałów, takich jak elastyczny polipropylen, gwarantujący ochronę m.in. przed wilgocią, środkami dezynfekującymi. Wydruk na opasce musi być wyraźny i trwały, zabezpieczony warstwą laminatu.
Rozmiar i kolor opasek mogą być dostosowane do potrzeb i rozmiaru nadgarstka pacjenta, służąc jednocześnie jako sposób na identyfikację w różnych kontekstach medycznych.

## Opaski medyczne triage
W oddziałach ratunkowych mogą być stosowane kolorowe opaski zgodnie z 5-stopniowym systemem triażowym manchesterskim (MTS). Kolor opaski informuje o stanie pacjenta oraz o priorytecie badania przez lekarza.
- czerwony – pomoc natychmiastowa;
- pomarańczowy – do 10 minut oczekiwania;
- żółty – do 60 minut oczekiwania;
- zielony – do 4 godzin oczekiwania;
- niebieski – do 8 godzin oczekiwania.

Opaska identyfikacyjna dla pacjentów jest kluczowym elementem w zarządzaniu bezpieczeństwem pacjentów w środowisku medycznym. Dzięki precyzyjnym informacjom na opasce, personel medyczny może zidentyfikować pacjenta i zapewnić właściwą opiekę.